# Putao
Putao (en birmano : ပူတာအို မြို့ ) es la ciudad más septentrional del estado de Kachin, Myanmar. Es la ciudad principal en el municipio homónimo. Solo se puede llegar por carretera en verano, pero es accesible durante todo el año por vía aérea si hay suficientes grupos turísticos para justificar un avión. El área alrededor de Putao es famosa por su variedad de aves endémicas y orquídeas raras, que crecen naturalmente. Muchos amantes de las orquídeas se sienten especialmente atraídos por la llamada "orquídea negra" que se puede encontrar en las montañas al este y oeste de Putao. Hkakabo Razi y otras montañas nevadas son visibles desde la ciudad.

## Clima
El clima de Putao es un clima subtropical húmedo influenciado por el monzón con una gran cantidad de precipitación durante la temporada del monzón. La temperatura promedio en enero es de 13.1 °C, agosto es el mes más caluroso con 25.9 °C.
- Datos: Q3132856
- Multimedia: Putao / Q3132856